# Лумен
У физици, а посебно у фотометрији, лумен (симбол: lm) је СИ изведена јединица светлосног флукса. То је количина светлости која пада на јединичну сферну површину са јединичне удаљености од извора од једне канделе. У стерадијанима ово је еквивалентно количини светлости која пада на јединични угао од извора светлости од једне канделе. Алтернативно, један лумен је укупна светлост произведена од стране изотропног светлосног извора (од 1/4π канделе). Светлосна сијалица од 100 вати ће одати око 1400 лумена.

## Дефиниција
Двадесетшеста Генерална конференција о теговима и мерама (CGPM) је редефинисала фотометријске јединице 2018. године. Са новом дефиницијом, која је ступила на снагу 20. маја 2019, лумен се
[...] дефинише узимајући фиксну нумеричку вредност светлосне ефикасности монохроматског зрачења фреквенције , да буде 683 када се изрази у јединици  [...]
Пре 2019. године, дефиниција се заснивала на кандели. Лумен је повезан са канделом као
.
Пуна сфера има просторни угао од 4π стерадијана, те извор светлости који равномерно зрачи једну канделу у свим правцима има укупан светлосни флукс од 1 cd × 4π sr = 4π cd⋅sr ≈ 12,57 лумена.

## Светлосни ток
Светлосни ток, луминацијски флукс или светлосна снага (ознака Фs) је фотометријска физичка величина која описује снагу одасланог, пренесеног или примљеног светлосног зрачења; одређена је као умножак светлосне јачине Is и угла осветљења ω:  
{\displaystyle \Phi _{s}=I_{s}\cdot \omega }
Мерна јединица светлосног тока јесте лумен (lm).

## Фотометрија
Фотометрија је грана оптике која се бави мерењем својстава светлости (својстава извора светлости, светлосног тока и осветљења површина). Историјска фотометријска мерења обављана су помоћу људског ока, а савремена фотометријска мерења, иако користе електронске фотометре, прилагођена су осетљивости људскога ока. Обухватају само онај део спектра електромагнетских таласа који запажа људско око, то јест ограничена су на таласне дужине од приближно 380 до 780 . Како људско око није једнако осетљиво на све таласне дужине видљиве светлости, за сваку се таласну дужину помоћу фотометријског еквивалента и функције осетљивости вида одређује еквивалентна вредност стандардног проматрача (према Међународној организацији за нормизацију ИСО). Мерењима својстава целокупнога електромагнетског спектра бави се радиометрија.

### Фотометријске величине и мерне јединице
| Величина               | Величина | Мерна јединица              | Мерна јединица | Напомена                                           |  |
| ---------------------- | -------- | --------------------------- | -------------- | -------------------------------------------------- |  |
| назив                  | знак     | назив                       | знак           | Напомена                                           |  |
| Светлосна енергија     |          | лумен секунда               |                | назива се и количина светлости                     |  |
| Светлосни ток          |          | лумен (cd⋅)                   |                | назива се и луминацијски флукс или светлосна снага |  |
| Светлосна јакост       |          | кандела (lm/sr)                  |                | назива се и луминацијски интензитет                |  |
| Сјајност               |          | кандела по квадратном метру | 2              | назива се и луминанција                            |  |
| Осветљење              |          | лукс (lm/m2)                    |                | назива се и илуминација                            |  |
| Осветљеност            |          | лукс секунда                |                | назива се и светлосна изложеност или експозиција   |  |
| Светлосна делотворност | η        | лумен по вату               |                | назива се и луминацијска ефектност                 |  |

### Објашњење
Количина светлости коју тачкасти извор светлости шаље (емитује) у простор у свим правцима у једној секунди, назива се светлосни ток или луминацијски флукс. Опколи ли се тачкасти извор светлости јачине 1 канделе (cd) куглом пречника 1 метар (m), онда је количина светлости што пролази кроз 1 2 кугле мерна јединица за светлосни ток и зове се 1 лумен (lm). Просторни угао који припада равни од 1 m2 је јединични просторни угао и зове се стерадијан (sr). Будући да је површина кугле , те је површина јединичне кугле (r = 1 m) једнака 4π или 12,57 m2. Значи кугла полупречника 1 m има 12,57 стерадијана. Према томе може се рећи: 1 лумен је онај светлосни ток који даје тачкасти извор светлости од 1 канделе у просторном углу од 1 стерадијана. 
Ако извор светлости шаље светлост t секунди, онда је укупна количина светлости коју он даје једнака умношку времена:
{\displaystyle Q_{s}=\Phi _{s}\cdot t}
Светлосна енергија мери се луменсекундама или лумен секундама (lm∙s) или луменсатима (lm∙ h). Како извор светлости јачине 1 кандела шаље у 1 стерадијан ток светлости од 1 лумена, онда ће кроз површину од 4π = 12,57 m2 слати светлосни ток 12,57 lm. Генерално, извор светлости јачине  (у канделама) даће светлосни ток (у луменима):
{\displaystyle \Phi _{s}=4\cdot \pi \cdot I_{s}}
а одатле је светлосна јачина (у канделама):
{\displaystyle I_{s}={\frac {4\cdot \pi }{\Phi _{s}}}\ }

### Примери
| Извор                               | Светлосни ток (лумен) |
| ----------------------------------- | --------------------- |
| 37 бела ЛЕД (светлећа диода)        | 0,20                  |
| 15 зелени ласер (532 таласна дужина | 8,4                   |
| 1 W бела ЛЕД светиљка               | 25 – 120              |
| Петролејка                          | 100                   |
| 40 W електрична сијалица            | 325                   |
| 7 W бела ЛЕД светиљка               | 450                   |
| 18 W флуоресцентна цев              | 1 250                 |
| 100 W електрична сијалица           | 1 750                 |
| 40 W флуоресцентна цев              | 2 800                 |
| 35 W електролучна светиљка (ксенон) | 2 200 – 3 200         |
| 100 W флуоресцентна цев             | 8 000                 |
| 127 W натријумова сијалица          | 25 000                |
| 400 W халогена сијалица             | 40 000                |

## Расвета
Светиљке које се користе за осветљење обично се означавају са излазом светлости у луменима; у многим јурисдикцијама то је законом прописано.
Спирална компактна флуоресцентна светиљка од 23 W емитује око 1.400–1.600 . Многе компактне флуоресцентне светиљке и други алтернативни извори светлости означени су као еквивалентни сијалици са специфичном снагом. Испод је дата табела која приказује типични светлосни ток за уобичајене сијалице са жарном нити и њихове еквиваленте.
| Минимални излаз светлости (лумена) | Потрошња електричне енергије (вати)        | Потрошња електричне енергије (вати)        | Потрошња електричне енергије (вати) | Потрошња електричне енергије (вати) |
| Минимални излаз светлости (лумена) | [Инкандесцентна сијалица\|Инкандесцентна]] | [Инкандесцентна сијалица\|Инкандесцентна]] | Компактана флуоресцентна            |                                     |
| Минимални излаз светлости (лумена) | Нехалогена                                 | Халогена                                   | Компактана флуоресцентна            |                                     |
| ---------------------------------- | ------------------------------------------ | ------------------------------------------ | ----------------------------------- | ----------------------------------- |
| 200                                | 25                                         |                                            | 3-5                                 | 3                                   |
| 450                                | 40                                         | 29                                         | 9–11                                | 5–8                                 |
| 800                                | 60                                         |                                            | 13–15                               | 8–12                                |
| 1.100                              | 75                                         | 53                                         | 18–20                               | 10–16                               |
| 1.600                              | 100                                        | 72                                         | 24–28                               | 14–17                               |
| 2.400                              | 150                                        |                                            | 30–52                               | 24-30                               |
| 3.100                              | 200                                        |                                            | 49–75                               | 32                                  |
| 4.000                              | 300                                        |                                            | 75–100                              | 40,5                                |

Дана 1. септембра 2010. године, на снагу је ступио закон Европске уније којим се захтева да опрема за осветљење мора бити означена првенствено светлосним флуксом (lm), уместо електричном снагом (W). Ова промена резултат је ЕУ директиве о еколошком дизајну за производе који користе енергију (EuP). На пример, према стандарду Европске уније, енергетски ефикасна сијалица за коју се тврди да је еквивалент 60 W волфрамске сијалице мора имати минималну излазну светлост од 700–750 lm.